# Uğur Boral
Uğur Boral (Tokat, 14 aprile 1982) è un ex calciatore turco, di ruolo difensore.

## Caratteristiche tecniche
Il suo piede preferito è il sinistro. Può giocare da terzino, ma anche da centrocampista, sempre sulla fascia sinistra

## Carriera

### Club
Dopo una trafila nelle divisioni minori con l'Alibeyköyspor, nel 2002 debutta in prima divisione turca con il Kocaelispor. Nel 2003 passa al Gençlerbirliği, con cui, eccetto il periodo in prestito all'Ankaraspor nel 2004, resta fino al 2006, per poi trasferirsi al Fenerbahçe. Dopo una prima stagione da riserva, si consacra nel campionato successivo. Segna una doppietta all'esordio in Champions League, contro il CSKA Mosca. Nel 2012 si trasferisce al Samsunspor.

### Nazionale
Debutta nel corso del 2006 nella Nazionale turca, con cui ha disputato 12 partite, mettendo a segno 1 rete. Viene selezionato da Fatih Terim per il campionato europeo 2008 e marca la sua prima rete in Nazionale nella semifinale con la Germania persa 2-3.

## Palmarès
- Campionato turco: 2

Fenerbahçe: 2006-2007, 2010-2011
- Supercoppa Turca: 2

Fenerbahçe: 2007, 2009